# أنطونيو لوبيز (كاتب)
أنطونيو لوبيز (بالإسبانية: Antonio López Ferreiro) (و. 1837 – 1910 م) هو كاتب، ومؤرخ، وروائي، ورجال دين، وكاهن كاثوليكي، وأمين مكتبة إسباني، ولد في سانتياغو دي كومبوستيلا، كان عضوًا في الأكاديمية الملكية للتاريخ، والأكاديمية الملكية الغاليسية، توفي في فيدرا، عن عمر يناهز 73 عاماً.